# Diplusodon sessiliflorus
Diplusodon sessiliflorus är en fackelblomsväxtart som beskrevs av Emil Bernhard Koehne. Diplusodon sessiliflorus ingår i släktet Diplusodon och familjen fackelblomsväxter. Inga underarter finns listade i Catalogue of Life.

## Bildgalleri

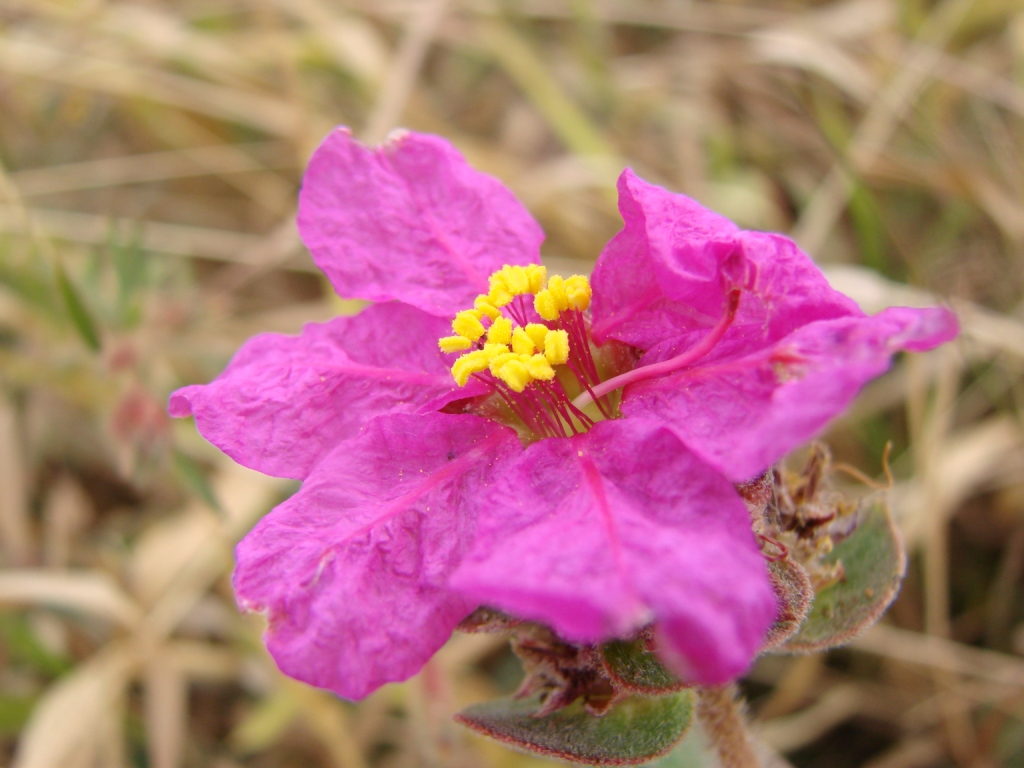
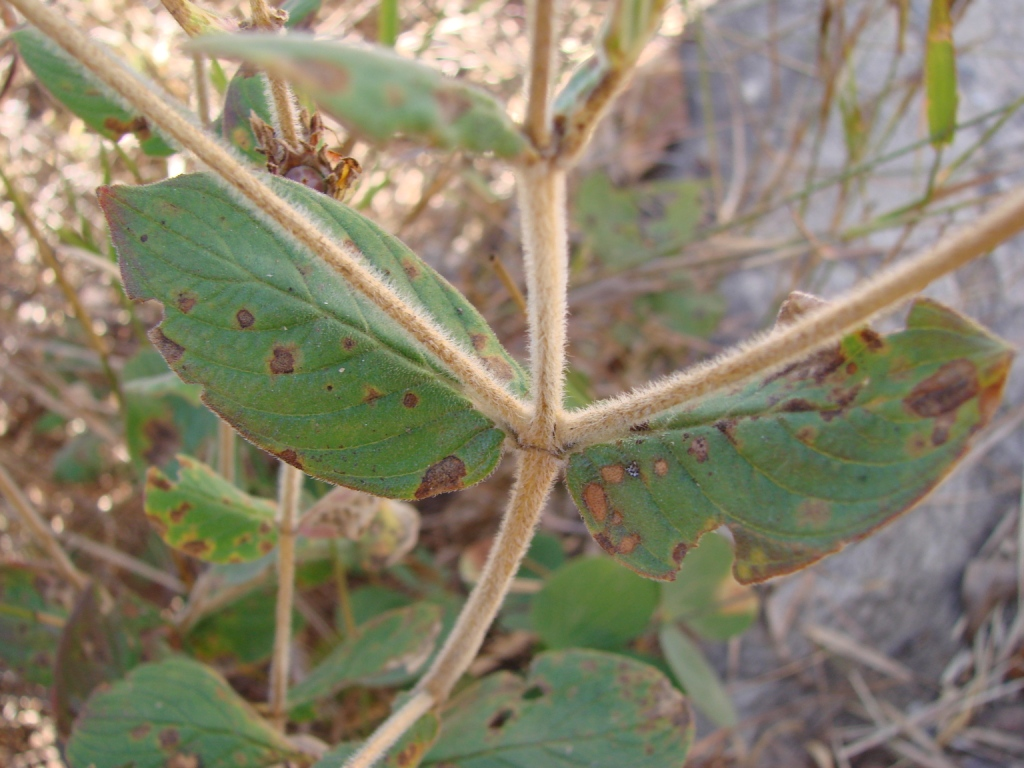